# Prosper (internetdienst)
Prosper is een Amerikaanse website waar particulieren uit de Verenigde Staten geld kunnen lenen en uitlenen, het zogenaamde peer-to-peer lenen. 
Prosper werd in februari 2006 gelanceerd. 
Leners kunnen online een lening  tussen $ 2.000 en $ 50.000 aanvragen. Op basis van een eigen vermogen (zoals een eigen huis) kan het ontleend bedrag oplopen tot 500.000$. 
Anderzijds kunnen zowel particulieren als instellingen in deze leningen investeren en een rendement behalen.